# Distretto di Gülşehir

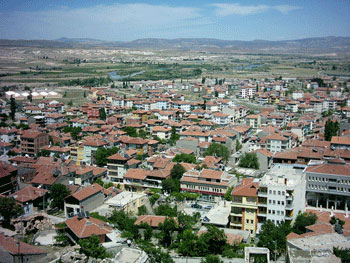
A panorama of Gülşehir

Il distretto di Gülşehir (in turco Gülşehir ilçesi) è uno dei distretti della provincia di Nevşehir, in Turchia.